# میگل گومیس
میگل گومیس (پرتغالی: Miguel Gomes؛ زادهٔ ۱۹۷۲ میلادی) یک کارگردان، تدوین‌گر و فیلم‌نامه‌نویس اهل پرتغال است.
او دانش‌آموختهٔ «مدرسه تئاتر و سینمای لیسبون» است و کارش را، به عنوان نویسنده و منتقد سینما آغاز کرد و سپس به فیلم‌سازی روی آورد.
از فیلم‌ها یا مجموعه‌های تلویزیونی که وی در آن‌ها نقش داشته است می‌توان به شب‌های عربی اشاره نمود.

## فیلم‌شناسی
- تابو (۲۰۱۲)
- شب‌های عربی (۲۰۱۵)